# Lowell Observatory Near-Earth-Object Search
O Lowell Observatory Near-Earth-Object Search (LONEOS) é um programa dirigido pela NASA e pelo Observatório Lowell cuja missão é localizar objectos espaciais em órbitas próximas da Terra (original: Near Earth Objects). O programa iniciou as suas observações em dezembro de 1997.
O LONEOS usa um telescópio com um espelho principal com uma abertura de 0.6m, que permite ter um campo de visão de aproximadamente 3 graus de céu. A taxa de rastreio é de aproximadamente 1.000 graus quadrados por noite (consegue cobrir todo o céu em cerca de 1 mês). O CCD tem detectado asteroides até uma magnitude visual de apenas 19,8.
O manuseamento do telescópio é assegurado por computadores utilizando software desenvolvido para o efeito. Para além de descobrir milhares de asteroides, o programa LONEOS também descobriu os cometas 150P/LONEOS e159P/LONEOS.